# Hassana Alidou
Hassana Alidou (sinh ngày 29 tháng 3 năm 1963) là đại sứ của Niger tại Hoa Kỳ kể từ tháng 2 năm 2015.
Chị gái sinh đôi của bà, Ousseina Alidou là một học giả người châu Phi chuyên nghiên cứu về phụ nữ Hồi giáo ở châu Phi, và là giáo sư của Khoa nghiên cứu người Mỹ gốc Phi và châu Phi tại Đại học Rutgers.